# Ursula von der Leyen
Ursula Gertrud von der Leyenⓘ z domu Albrecht (ur. 8 października 1958 w Brukseli) – niemiecka polityk i lekarka, działaczka Unii Chrześcijańsko-Demokratycznej (CDU), posłanka do Bundestagu, minister ds. rodziny, osób starszych, kobiet i młodzieży (2005–2009), minister pracy i spraw społecznych (2009–2013), minister obrony (2013–2019), przewodnicząca Komisji Europejskiej (od 2019).

## Życiorys
Studiowała ekonomię na Uniwersytecie w Getyndze, na Westfalskim Uniwersytecie Wilhelma w Münsterze oraz w London School of Economics. W 1987 ukończyła studia medyczne w Medizinische Hochschule Hannover. Doktoryzowała się w 1991, a w 2001 uzyskała magisterium w zakresie zdrowia publicznego. W 2015 wobec jej pracy doktorskiej pojawiły się zarzuty o plagiat, a przeprowadzone postępowanie wykazało uchybienia w tym zakresie. Zachowała jednak doktorat, co uzasadniano brakiem premedytacji i stosunkowo niewielkim zakresem splagiatowanych treści.
W latach 1988–1992 była zatrudniona jako lekarz w klinice ginekologii MHH. Następnie przez cztery lata przebywała w Stanford w Kalifornii, gdzie jej mąż pracował jako nauczyciel akademicki. Od 1998 ponownie zawodowo związana z uczelnią medyczną w Hanowerze.
Do Unii Chrześcijańsko-Demokratycznej wstąpiła w 1990. W latach 2001–2004 była radną i przewodniczącą frakcji radnych CDU w Sehnde. W 2003 wybrana na posłankę do landtagu Dolnej Saksonii, po czym w marcu tegoż roku objęła stanowisko ministra spraw społecznych w rządzie tego kraju związkowego kierowanym przez Christiana Wulffa.
W powołanym w listopadzie 2005 pierwszym gabinecie Angeli Merkel, tworzonym przez tzw. wielką koalicję (CDU/CSU i SPD), została powołana na stanowisko ministra ds. rodziny, osób starszych, kobiet i młodzieży. W 2009 po raz pierwszy uzyskała mandat posłanki do Bundestagu, z powodzeniem ubiegała się o reelekcję w wyborach w 2013 i 2017. W zaprzysiężonym w październiku 2009 rządzie koalicyjnym CDU-FDP dotychczasowej kanclerz początkowo pozostała na dotychczasowej funkcji. W listopadzie tegoż roku przeszła jednak na stanowisko ministra pracy i spraw społecznych. W grudniu 2013, po odnowieniu w kolejnej kadencji wielkiej koalicji i powołaniu trzeciego gabinetu Angeli Merkel, otrzymała nominację na ministra obrony. Pozostała na tym stanowisku również w utworzonym w marcu 2018 czwartym rządzie dotychczasowej kanclerz.
2 lipca 2019 przywódcy państw Unii Europejskiej podczas szczytu Rady Europejskiej wysunęli wspólnie jej kandydaturę na funkcję przewodniczącej Komisji Europejskiej. 15 lipca, dzień przed debatą i głosowaniem w Parlamencie Europejskim, zapowiedziała rezygnację z urzędu ministra niezależnie od decyzji PE. 16 lipca 2019 Europarlament wybrał ją na funkcję przewodniczącej Komisji Europejskiej stosunkiem głosów 383 głosów „za” do 327 „przeciw”. Objęcie urzędu zaplanowano na 1 listopada tego samego roku. 17 lipca zakończyła pełnienie funkcji ministra.
Data ta nie została dotrzymana z uwagi na problemy ze skompletowaniem składu KE (głównie przez zmianę rządu w Rumunii). Ostatecznie 27 listopada 2019 Parlament Europejski zaaprobował zaprezentowany przez Ursulę von der Leyen skład nowej Komisji Europejskiej (za zagłosowało 461 posłów, 157 było przeciw, a 89 wstrzymało się od głosu). Nowa Komisja Europejska pod jej przewodnictwem rozpoczęła urzędowanie 1 grudnia 2019. Ursula von der Leyen stała się pierwszą kobietą na stanowisku przewodniczącego KE.
18 lipca 2024 Parlament Europejski ponownie przyjął jej kandydaturę na stanowisko przewodniczącej KE, przyznając jej mandat do utworzenia kolejnej Komisji Europejskiej. Przy wymaganej większości 361 głosów uzyskała 401 głosy „za” (przy 284 głosach „przeciw” i 15 głosach wstrzymujących się). Wysłuchania kandydatów na członków KE odbyły się w listopadzie tegoż roku. 27 listopada Europarlament zatwierdził cały skład nowej KE (za było 370 deputowanych, 282 oddało głos przeciw, a 36 wstrzymało się od głosu); jej kadencja rozpoczęła się 1 grudnia 2024.

## Życie prywatne
Jest córką Ernsta Albrechta, byłego premiera Dolnej Saksonii. Jej mężem jest profesor Heiko von der Leyen, wywodzący się z niemieckiej rodziny szlacheckiej. Ma siedmioro dzieci: Davida (ur. 1987), Sophie (ur. 1989), Donatę (ur. 1992), bliźnięta Victorię i Johannę (ur. 1994), Egmonta (ur. 1998) i Gracie (ur. 1999). Należy do Kościoła Ewangelickiego w Niemczech.

## Odznaczenia i wyróżnienia

### Ordery i odznaczenia
- Komandor Orderu Narodowego (Mali, 2016)[22]
- Krzyż Wielki Orderu „Za Zasługi dla Litwy” (Litwa, 2017)[23][24]
- Order Księcia Jarosława Mądrego I klasy (Ukraina, 2022)[25]
- Krzyż Wielki Orderu Wielkiego Księcia Giedymina (Litwa, 2025)[26][24]
- Medal Rady Bałtyckiej (2024)[27]

### Nagrody i wyróżnienia
- Tytuł „Politikerin des Jahres” (2007, nagroda Politikaward)[28]
- Tytuł doktora honoris causa Uniwersytetu Ben Guriona w Izraelu (2022)[29]
- Nagroda Karola Wielkiego (2025)[30]